# Hospital Estadual Sumaré Dr. Leandro Franceschini

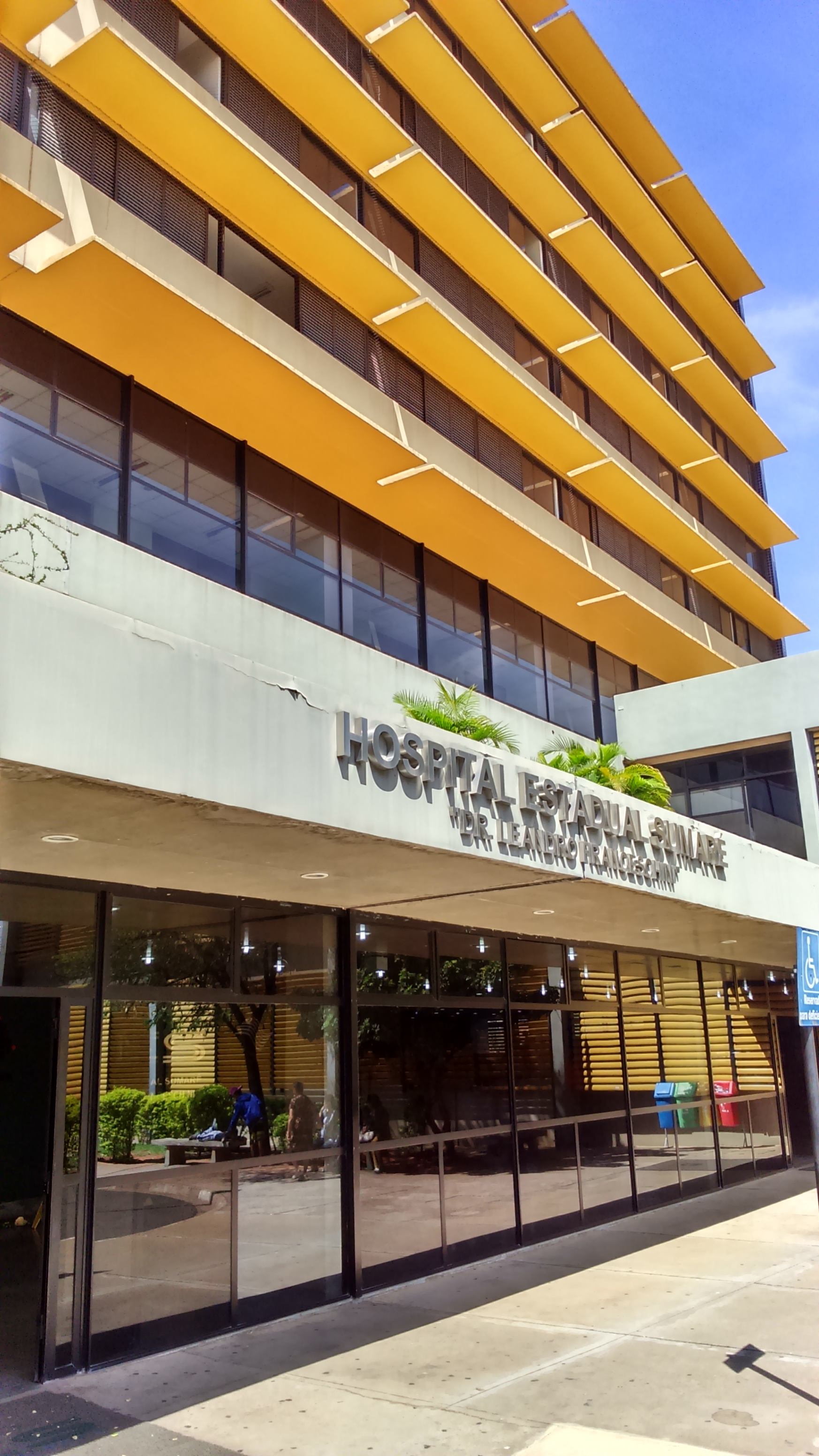
Fachada do hospital

O Hospital Estadual Sumaré - Dr. Leandro Franceschini (HES) é um hospital estadual que fica localizado no distrito de Nova Veneza, no município de Sumaré, na Região Metropolitana de Campinas, e pertence ao governo do Estado de São Paulo. O hospital é dirigido pela Unicamp, da cidade de Campinas.
O Hospital Estadual Sumaré é um exemplo de gestão  privada  de  hospitais  públicos, o que tem crescido no Brasil, em especial no Estado de São Paulo.
foi inaugurado em 22 de Setembro de 2000. A cerimônia de inauguração contou com a presença do governador Mário Covas, do ministro da Saúde José Serra, do secretário estadual de saúde José Guedes e do reitor da Unicamp, Hermano Tavares.
Em 2022 foi eleito o melhor hospital público do Brasil, segundo o ranking elaborado pelo Ibross (Instituto Brasileiro das Organizações Sociais de Saúde).e se tornou o melhor hospital público do Brasil.

## Ligações Externas
- [www.hes.unicamp.br «Página oficial»] Verifique valor |url= (ajuda)